# Colombano (nome)
Colombano  è un nome proprio di persona italiano maschile.

## Varianti
- Maschili: Columbano

### Varianti in altre lingue
- Bretone: Koulman
- Catalano: Columbà
- Irlandese: Columban[1], Columan[2]
- Latino: Columbanus[1][2], Colombanus[2]
- Polacco: Kolumban
- Spagnolo: Columbano
- Ungherese: Kolumbán

## Origine e diffusione
È la forma italiana del nome latino Columbanus; esso può essere o un derivato del nome Columba, col significato di "di Columba", "discendente di Columba", "discepolo di Columba" e via dicendo, o una forma latinizzata dell'irlandese Columban. Columban, a sua volta, può essere tanto un diminutivo del già citato Columba quando un composto di colum ("colomba") e bán ("bianco").
La sua diffusione riflette il culto di san Colombano, monaco irlandese che fondò l'abbazia di Bobbio; riguardo al suo nome, una curiosa traduzione vuole che esso fosse dovuto ad un sogno del suo discepolo san Gallo, nel quale vide il suo maestro trasformarsi in colomba e salire in cielo; premonizione della morte del santo effettivamente avvenuta a Bobbio il 23 novembre del 615.

## Onomastico

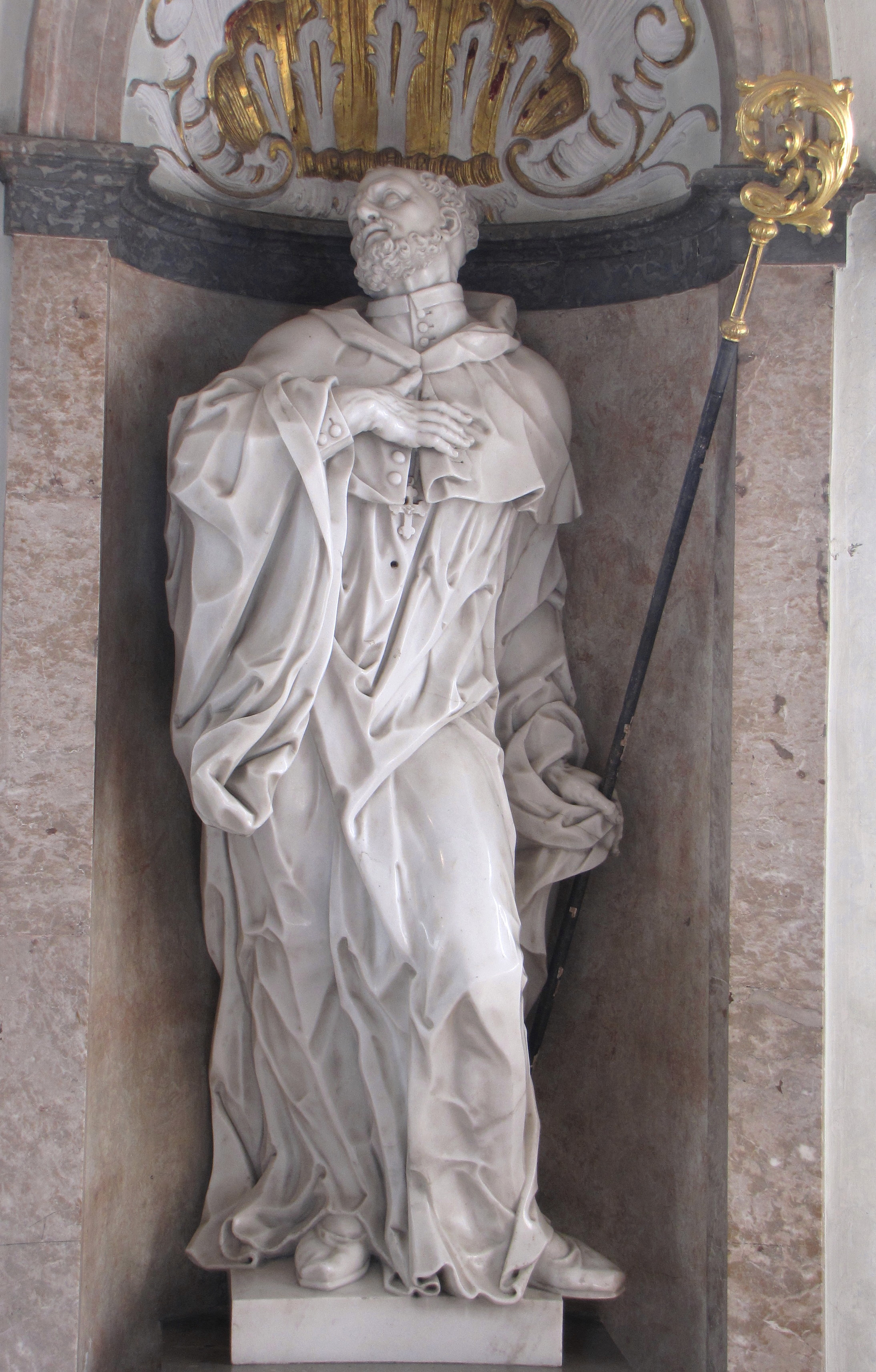
San Colombano in una statua di Anton Sturm a Füssen

L'onomastico ricorre il 23 novembre in memoria del già citato san Colombano, abate. Si ricordano con questo nome anche un altro santo, recluso a Gand, il 15 febbraio, e il beato Colombano, fondatore dell'abbazia cistercense di Santa Maria di Corazzo.

## Persone
- Colombano di Bobbio, abate e santo irlandese

### Variante Columbano
- Columbano Bordalo Pinheiro, pittore portoghese
- Columbano Chiaverotti, arcivescovo cattolico italiano